# Wootton Wawen
Wootton Wawen är en ort och civil parish i Storbritannien.   Den ligger i grevskapet Warwickshire och riksdelen England, i den södra delen av landet, 140 km nordväst om huvudstaden London. Wootton Wawen ligger 68 meter över havet och antalet invånare är 1 246.
Terrängen runt Wootton Wawen är platt. Runt Wootton Wawen är det ganska tätbefolkat, med 116 invånare per kvadratkilometer. Närmaste större samhälle är Solihull, 16,2 km norr om Wootton Wawen. Trakten runt Wootton Wawen består till största delen av jordbruksmark.